# Míssil Vympel R-33
O R-33 (em russo:  Вымпел Р-33, nomenclatura da OTAN: AA-9 Amos) é um míssil ar-ar de longo alcance russo desenvolvido pela Vympel. Ele é o armamento primário do MiG-31, projetado para atacar alvos grandes movendo-se em altas velocidades tais como o SR-71 Blackbird, e os bombardeiros B-1 Lancer e B-52 Stratofortress.
Ele usa uma combinação de radar semi-ativo para a aquisição inicial de alvos e atualizações durante o curto, e navegação inercial para atingir os alvos de longo alcance. O radar Zaslon do MiG-31 permite que quatro mísseis sejam guiados simultaneamente em alvos separados.
O R-33 continua em serviço com as forças armadas da Comunidade de Estados Independentes.

## Especificações
- Comprimento: 4,14 m
- Envergadura: 1,12 m
- Diâmetro: 38 cm
- Massa: 490 kg
- Massa da ogiva: 47,5 kg
- Alcance operacional: 120 km (1981), 160 km (1999),[1][2] 304 km (2012).[3]
- Velocidade: Mach 4.5 - 6 (R-37)[1]

## Variantes
R-33tipo padrão.
R-33EVersão de exportação.
R-33SVersão melhorada.
R-37Novo míssil desenvolvido com base no R-33.